# José Manuel Montoya
José Manuel Montoya Zapata (n. 1800 - † 1833) fue un coronel colombiano del ejército de la Confederación Granadina, nacido en Rionegro (Antioquia) el 1.º de noviembre de 1800 del matrimonio de José María Montoya Duque y de María Josefa Zapata Ossa.

## Actividad política
Con el regreso al poder del general Domingo Caicedo y Santa María tras la renuncia del general Rafael Urdaneta, Montoya hizo parte de las Juntas Revolucionarias que conformó el general José María Obando para presionar el desconocimiento del Pacto de Apulo, acuerdo celebrado entre Urdaneta y Caicedo que consistía principalmente en el compromiso que asumió el segundo de respetar a los militares que acompañaron al gobierno del primero, a cambio que este le devolviera la presidencia de Colombia.
Con el logro de las pretensiones de Obando, entre las que se encontraba la de borrar de la lista militar y desterrar a los oficiales que sostuvieron la dictadura de Urdaneta, Montoya accedió al cargo ocupado por el coronel Mariano París, comandante de milicias de la Sabana de Bogotá.

## Su asesinato
Los atropellos cometidos por Obando, que ocupó interinamente la presidencia mientras regresaba al país el electo mandatario, Francisco de Paula Santander, y por el gobierno titular, llevaron al general José Sardá a liderar una conspiración contra el presidente Santander. El plan, que consistía en tomarse el batallón de húsares y el batallón de artillería ubicados en la plazoleta de San Francisco de Bogotá, fue delatado por un informante que le refirió por escrito el plan al presidente, quien acompañado del coronel Montoya, asistió a la unidad militar objeto de la conspiración y ordenó el arresto del centinela, que le correspondía dejar entrar a los fraguados al cuartel.
Le correspondió a Montoya conducir al preso hasta la cárcel, operación que adelantó sin precauciones distintas a secundarlo con el sable desenvaindo, por tratarse el preso de uno de sus grandes amigos. En el trayecto, el oficial detenido comenzó a correr y Montoya inició la persecución, en medio de la cual el reo le gritaba que no lo siguiera más o tendría que matarlo, amenaza que metros más adelante cumplió al desenfundar y detonar una pistola que llevaba oculta, asestándole un balazo a Montoya en el pecho que le atravesó el corazón y le causó la muerte de inmediato, quedando el coronel tendido en el suelo y llamando sobre su cadáver la atención de vecinos y de tropa, que ante el aturdidor estallido de pólvora, salieron a verificar lo sucedido.
Versiones históricas apuntan a que los subalternos de Montoya juraron sobre su cadáver que lo vengarían en el partido contrario (bolivariano), lo que muy seguramente desencadenó en el escandaloso asesinato del coronel Mariano París.
Recibió suntuosas exequias en el extinto Templo de Santo Domingo.

## Familia
Celebró el coronel Zapata primeras nupcias con la que había sido esposa por un día, del español Juan José Torlá, doña Teresa Antonia Villa Piedrahíta, nacida el 16 de octubre de 1801 en Medellín y fallecida en Bogotá el 1.º de junio de 1830, unión de la que nació Federico Montoya Villa. Por segunda vez, contrajo matrimonio con María Josefa Matilde Rendón Campuzano, con quien dejó un hijo póstumo llamado José Manuel Montoya Rendón.